# تپه القاسی
تپه القاسی مربوط به دوره اشکانیان - دوره ساسانیان است و در شهرستان کوهدشت، بخش طرهان، دهستان طرهان، ۹۰۰ متری شمال شرق روستای محمد کریم واقع شده و این اثر در تاریخ ۲۸ اسفند ۱۳۸۵ با شمارهٔ ثبت ۱۸۴۱۵ به‌عنوان یکی از آثار ملی ایران به ثبت رسیده است.